# Eva Frank
Eva Frank (1754-1817) nació en Nikópol, Bulgaria, fue la líder de un culto místico y mesiánico. Fue una mujer que se auto-proclamó Mesías. Era la hija del judío Jacob Frank, el cual afirmó ser el Mesías judío en el siglo XVIII.

## Primeros años
Eva Frank recibió el nombre de Eva en 1760, tras la conversión de su familia al catolicismo. Durante gran parte de su vida, Eva acompañó a su padre durante sus viajes, y después de la muerte de su madre en 1770, Eva, de 16 años de edad, fue declarada la encarnación de la Shejiná, el aspecto femenino de Dios, así como La reencarnación de la Virgen María, se convirtió así en el objeto de un culto cerca del santuario católico de Częstochowa, algunos de sus seguidores mantenían pequeñas estatuas de ella en sus hogares. Según el historiador Jerry Rabow, ella fue la única mujer autoproclamada como el Mesías judío. Jacob Frank difundió el rumor de que su hija se llamaba Eva Romanovna, y era la hija ilegítima de Catalina II de Rusia. Padre e hija viajaron repetidamente a Viena, y lograron ganarse el favor de la corte vienesa.

## Líder religiosa
Tras la muerte de su padre en 1791, Eva se convirtió en la "santa amante" y en la líder de la secta. Frank y sus dos hermanos menores, Josef y Rochus, asumieron la responsabilidad de la dirección de la corte. Muchas personas continuaron acudiendo a Offenbach del Meno, a la Gottes Haus, como lo llamaban los creyentes. En 1800, los frankistas enviaron cartas escritas con tinta roja, a cientos de comunidades judías, las cuales alentaban a la conversión al Frankismo. Sin embargo, los hermanos Frank no tenían ni el carisma ni la fuerza de personalidad requeridas para mantener el culto, y con el tiempo el número de peregrinos y la cantidad de dinero disminuyeron drásticamente, todo mientras Eva seguía viviendo una vida llena de lujo. En noviembre de 1813, después de la Batalla de Leipzig, el Zar Alejandro I, entonces Emperador de Rusia, viajó desde Fráncfort del Meno, hasta Offenbach del Meno, para visitar a Eva Frank.

## Defunción
Finalmente se endeudó fuertemente (tres millones de gulden en 1817) y murió en la pobreza en 1817, aunque se rumoreaba que había escapado al extranjero después de una orden de arresto del Duque de Hesse. A pesar de todo, sus seguidores continuaron existiendo hasta mediados del siglo XIX, entre ellos estaban los padres de Louis Brandeis, el juez de la Corte Suprema de los Estados Unidos.